# ODO (korfbalclub)
ODO is een Nederlandse korfbalvereniging die is gevestigd in Maasland. Op het veld wordt er gespeeld op het sportcomplex Commandeur, Baanderheer 20, Maasland. In de zaal wordt er gespeeld in sporthal de Hofstede, Hofsingel 93, Maasland. ODO heeft 5 senioren teams en 16 jeugd teams (zaal 2024-2025).

## Geschiedenis
ODO is op 4 februari 1950 opgericht door Jannie Korpershoek, Aad van Hemert, Maarten Vreugdenhil en Jan van Dam. Bij de oprichting beschikte ODO nog niet over een eigen veld. Via verschillende locaties kreeg ODO in 1967 haar eerste echte korfbalveld de Molenweide en een eigen kantine. Acht jaar later verhuisde voetbalvereniging MVV naar een nieuwe locatie op sportcomplex de Commandeur en is ODO verhuisd naar het oude veld en oude clubhuis van MVV.
Het was de bedoeling dat ook ODO een eigen veld op het sportcomplex de Commandeur zou krijgen, en daarom werd er daar een nieuw clubhuis gebouwd dat in 1978 in gebruik genomen werd. Tot begin jaren 90 is er echter gespeeld op het aan de overkant van de weg gelegen veld van MVV. Op initiatief van ODO, en met de hulp van sponsors, lukte het begin jaren 90 om een eigen veld te realiseren, tezamen met een uitbreiding van de kantine. In 1996 heeft er een tweede uitbreiding van de kantine plaatsgevonden en is een kunstgrasveld aangelegd. In 2017 is de accommodatie uitgebreid met een beach-veld en een tweede kunstgrasveld.
Bij de oprichting van ODO was er nog geen zaalcompetitie. In eerste instantie werd er gebruikgemaakt van de verschillende veilingen in het Westland: eerst voor wedstrijden en trainingen. Later zijn de wedstrijden van de senioren naar sporthallen verplaatst, gevolgd door de wedstrijden van de jeugdploegen. Wegens het ontbreken van een sporthal in Maasland, werden de thuiswedstrijden gespeeld in verschillende sporthallen in Maassluis en Naaldwijk. Na de bouw van de Hofstede is dit ook de thuislocatie voor ODO geworden.